# Lobnor
Lobnor nebo také Lob-nor, Lop nor, Lop nur (ujgursky لوپنۇر‎, transliterace [Lopnur], mongolsky Лоб нуур [Lob núr], čínsky 罗布泊, pinyin Luōbùbó, český přepis Luo-pu-po) je bezodtoké jezero ve východní části Tarimské propadliny v autonomní oblasti Sin-ťiang v západní Číně. Leží v nadmořské výšce 780 m. Maximální rozloha současného Lobnoru je 3000 km². Je 100 km dlouhé při průměrné hloubce 1 m.

## Pobřeží
Je obklopeno bahnitými slanisky a bažinami. V obdobích s malým množstvím vody se rozpadá na více částí nebo vysychá a pokrývá se vrstvou soli.

## Vodní režim
Poloha, rozměry, tvar a stupeň slanosti vody v jezeře se silně mění. To je způsobeno především změnami průtoku vody a změnou polohy ramen řek ústících do jezera (Tarim a Končedarja). Jezero zamrzá od listopadu do března. Převážná část zamrzá až ke dnu.

## Historie
V 9. a 10. století dosahovalo jezero rozlohy 14 000 km². Vzrůst zavlažovaného území v povodí řeky Tarim způsobil zmenšení jejího průtoku. V některých letech (v důsledku změn polohy koryta) řeka Tarim nedotéká do Lobnoru, odklání se na jih, spojuje se s řekou Čerčen a naplňuje jezero Karakošun (objeveno N. M. Prževalským v době vysokého stavu vodní hladiny v roce 1876), které leží 100 až 150 km na jihozápad od současného Lobnoru a je pokryté rozsáhlými rákosovými porosty. Studium Lobnoru vedlo k vyřešení záhady bludných řek a jezer centrální Asie.

## Jaderné testování
V roce 1964 byly v Lobnoru provedeny první jaderné testy v Číně, kódový název projektu byl „596“. Od roku 1964 se dno jezera používá jako jaderné testovací místo. V roce 1967 byl v Číně proveden první test vodíkové bomby, kdy na dně jezera došlo k výbuchu bomby svržené z letadla. Do roku 1996 bylo na tomto zkušebním místě provedeno 45 jaderných testů.